# Нин, Андреу
Андре́у Нин (кат. Andreu Nin i Pérez, исп. Andrés Nin Pérez; 4 февраля 1892, Вендрель — 22 июня 1937, Алькала-де-Энарес) — каталонский коммунист, революционер, публицист, писатель и переводчик. Лидер Рабочей партии марксистского единства (ПОУМ). Убит агентами НКВД.

## Биография
Родился в бедной семье сапожника и крестьянки, получил педагогическое образование. В 1914 году перебрался в Барселону, где некоторое время преподавал в светской школе, основанной анархистами. Параллельно увлёкся публицистикой. С 1911 года он присоединился к каталонскому федералистскому движению, но быстро осознал и важность классовой борьбы, начав участвовать в левом движении.
В 1917 году на него оказали сильное влияние как русская революция, так и местная всеобщая забастовка в августе; поначалу он вступил в Испанскую социалистическую рабочую партию, но затем перешёл в анархо-синдикалистское профобъединение Национальная конфедерация труда. Став известным деятелем рабочего движения, принял участие в основании Испанской коммунистической партии.
В 1920—1921 годах был генеральным секретарем НКТ. В ноябре 1920 года подвергся нападению со стороны ультраправых карлистских «Свободных профсоюзов» и едва не лишился жизни. В апреле 1921 года Нин вошёл в состав делегации Национальной конфедерации труда, приглашённой на III конгресс Коммунистического Интернационала и I конгресс Интернационала красных профсоюзов.

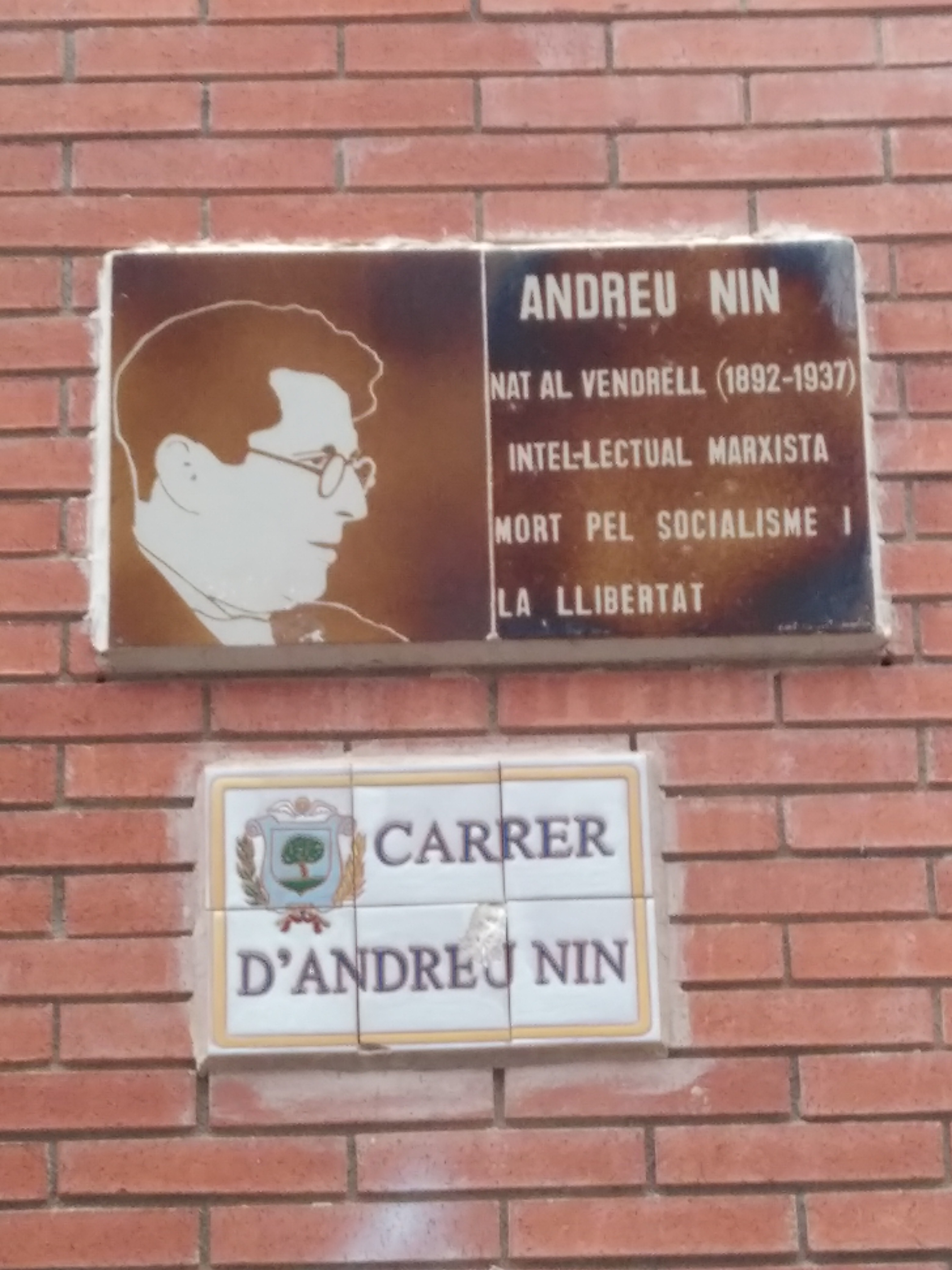
Мемориальная доска Нину — «марксистскому интеллектуалу, погибшему за социализм и свободу» — в Вендреле

Оставаясь последующие девять лет в СССР, первоначально работал в Коминтерне и секретариате Профинтерна. Вступив в РКП(б), был избран депутатом Моссовета, сблизился с Левой оппозицией, сотрудничал с Львом Троцким и стал его другом и заметным участником антисталинской Левой оппозиции. За участие в оппозиции Нин в 1926 году был отстранён от работы в Профинтерне и поставлен под надзор. Последующие четыре года он добивался у советских властей разрешения на выезд из СССР с семьёй — женой Ольгой Тареевой и двумя дочерьми, Ирой и Норой.
После возвращения в Испанию (1930) Нин искал пути объединения антисталинистски настроенных коммунистов. С этой целью он основал ленинистскую организацию «Коммунистическая левая Испании» (Izquierda Comunista de España), связанную с международной троцкистской оппозицией.
Впрочем, у самого Нина к этому моменту проявились серьёзные разногласия с Троцким. ICE оставалась мелкой изолированной группой, и Троцкий советовал испанским сторонникам вступать в «Социалистическую молодёжь Испании» (молодёжную организацию ИСРП), чтобы, используя тактику энтризма, не допустить контроля сталинистов над левым движением. Нин не последовал совету, и вместо этого порвал с Международной левой оппозицией и пошёл на объединение с Рабоче-крестьянским блоком Хоакина Маурина, поддерживавшим Правую оппозицию в ВКП(б).
Созданная в ноябре 1935 года объединённая партия испанских сторонников Троцкого и Бухарина получает название Рабочей партии марксистского единства (ПОУМ). Сам Троцкий остался недоволен действиями Нина: «С начала испанской революции я находился в теснейшей связи с рядом работников, в частности, с Андреем Нином. Мы обменялись сотнями писем. Лишь в результате опыта многих и многих месяцев я пришёл к выводу, что честный и преданный делу Нин — не марксист, а центрист, в лучшем случае — испанский Мартов, т.-е. левый меньшевик».
После создания Народного фронта ПОУМ вошла в его состав наряду с социалистами, промосковскими коммунистами, некоторыми анархистами и либералами. После победы Народного фронта на выборах 1936 года Нин участвует в создании автономных органов самоуправления в Каталонии и даже становится министром юстиции в возглавляемом Луисом Компанисом Женералитате (правительстве) Каталонской автономии. Однако уже в декабре 1936 года под давлением Советского Союза Компанис был вынужден устранить Нина из правительства.

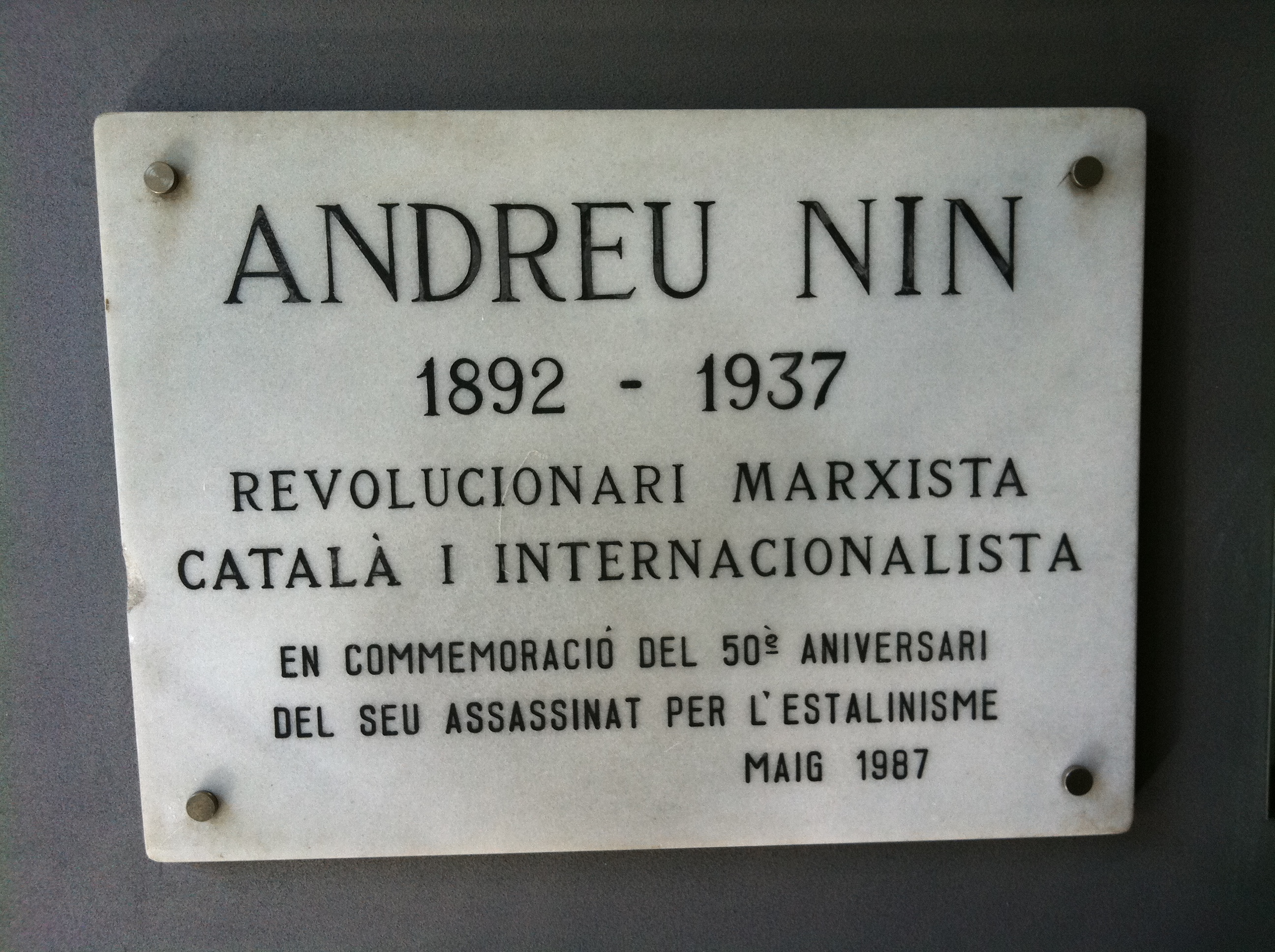
Мемориальная доска Андреу Нину на улице Рамбла, Барселона.

Во время гражданской войны в Испании, после майских вооружённых столкновений правительственных войск с анархистами и антисталинистскими марксистами 1937 года в Барселоне, Нин был арестован и на основании сфальсифицированных улик обвинён в связях с франкистами, однако признавать свою «вину» категорически отказался, чем поставил НКВД и испанские власти, готовившие показательный процесс над деятелями ПОУМ, в затруднительное положение. В результате НКВД принял решение о его ликвидации («Операция „Николай“»). 20 июня 1937 года группа агентов ИНО НКВД под руководством резидента НКВД в Испании А. Орлова при участии И. Григулевича похитили Нина из тюрьмы, после чего убили (исполнителями были два испанца из группы).

## Литературное творчество
Андреу Нин, бегло говоривший по-русски и восхищавшийся творчеством русских писателей, известен также как один из первых переводчиков русской литературы на каталанский язык. Он познакомил каталонских читателей с прямыми переводами Л. Н. Толстого («Анна Каренина»), Ф. М. Достоевского («Преступление и наказание»), А. П. Чехова, И. С. Тургенева. Из советских авторов переводил Бориса Пильняка («Волга впадает в Каспийское море»), Николая Богданова («Первая девушка») и Михаила Зощенко.